# Willkommia sarmentosa
Willkommia sarmentosa är en gräsart som beskrevs av Eduard Hackel. Willkommia sarmentosa ingår i släktet Willkommia och familjen gräs. Inga underarter finns listade i Catalogue of Life.